# Kendell Geers

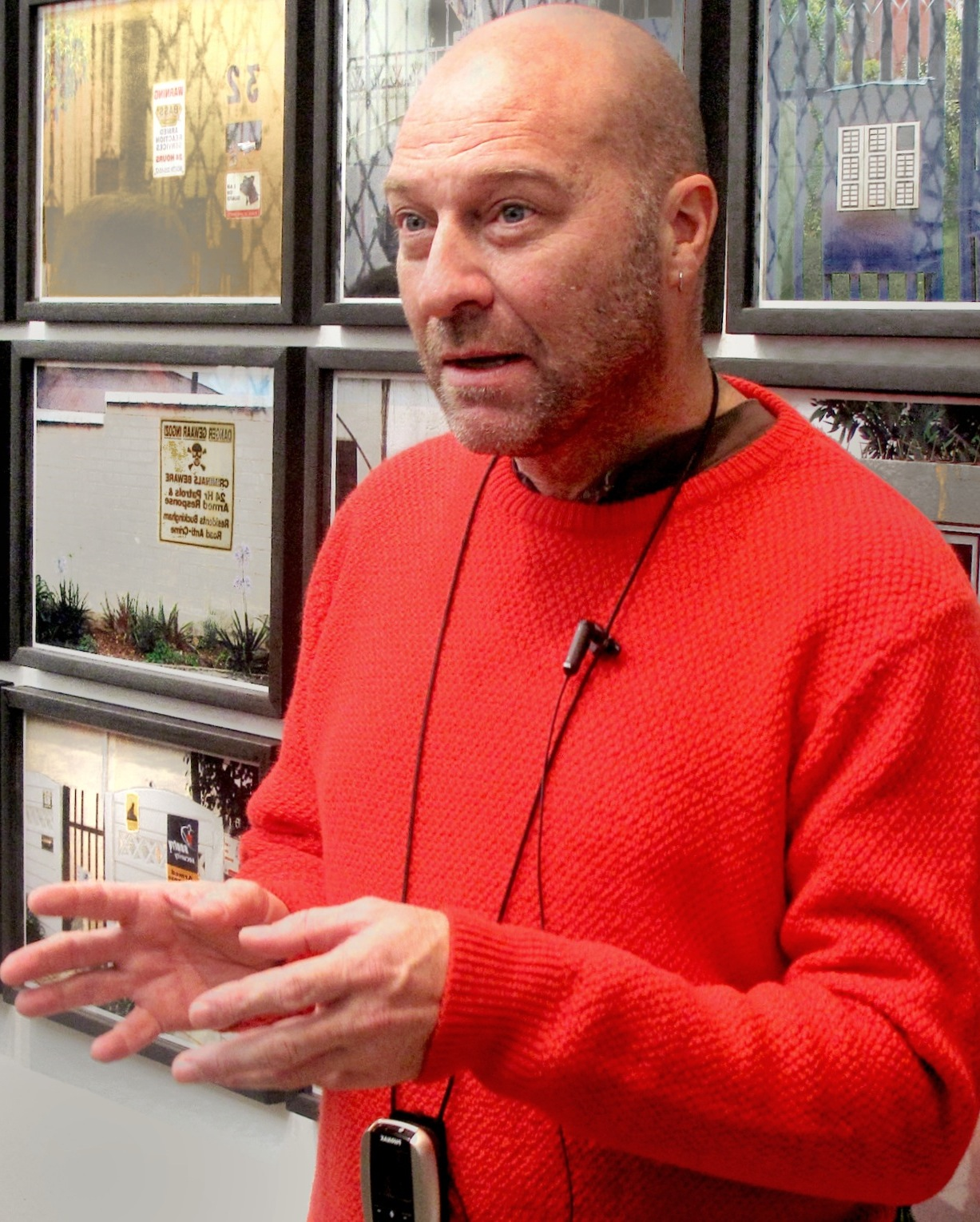
Kendell Geers (2013)

Kendell Geers (* Mai 1968 in Johannesburg) ist ein südafrikanisch-belgischer Konzeptkünstler. Er lebt und arbeitet seit 2000 in Brüssel.

## Leben und Werk
Geers wuchs in Südafrika als Kind einer weißen Arbeiterfamilie auf, die den Zeugen Jehovas angehörte. Mit 15 Jahren verließ er sein Elternhaus und schloss sich der militanten Anti-Apartheid-Bewegung an. 1988 graduierte er an der Witwatersrand-Universität.

„Kendell Geers hat seit den späten achtziger Jahren an einer Verbindung von konzeptueller und politischer Kunstpraxis gearbeitet. Knappe Eingriffe in institutionelle Rahmenbedingungen, prozessuale Performances, die oft Jahre dauern, groß angelegte öffentliche Aktionen und raumfüllende Installationen können sowohl als Gesten direkten politischen Widerstands als auch als Aneignungsversuche konzeptueller Traditionen der Moderne verstanden werden.“

Für die Arbeit ANC, AVF, AWB, CP, DP, IFP, NP, PAC, SACP (1993/1994) wurde Geers 1993, in der Übergangsphase vom Ende der Ende der Apartheid zur rechtlichen Gleichstellung aller Südafrikaner, Mitglied aller politischen, zum Teil verfeindeten Parteien Südafrikas. Die Aktion endete 1994, als der AWB einen Mitgliedsausweis auf seinen Namen ausstellte. Die Aktion dokumentierte Geers durch die Sammlung und Ausstellung der verschiedenen Parteiausweise.
Geers, der seine „Kunst-Biographie“ mit der Landung des Niederländers Jan van Riebeeck 1652 am Kap beginnen lässt, ist ein 1967 geborener Bure. 1993 „verlegte“ Kendell Geers auf der Biennale di Venezia offiziell sein Geburtsdatum auf Mai 1968, den Startpunkt der südafrikanischen Bürgerrechtsbewegung.
Kendell Geers, der aufgrund seiner provokativen Werke oft „South African Anarchist“ oder „Aesthetic Terrorist“ genannt wird, arbeitet bei seinen Installationen mit Materialien wie Glasscherben, Sprengstoff, Warnleuchten, Stacheldraht, Lochband und Absperrband. Er verwendet Worte, „Lost Objects“, Neonleuchten und Symbole.

## Ausstellungen (Auswahl)

### Einzelausstellungen
- 2003: Centre Georges-Pompidou, Paris
- 2013: Haus der Kunst, München

### Gruppenausstellungen
- 2002: Documenta11
- 2007: Biennale di Venezia
- 2010: Biennale von São Paulo
- 2017: documenta 14
- 2017: Biennale di Venezia